# 巴莱里娅·奥图尼奥
巴莱里娅·奥图尼奥·马丁内斯（西班牙語：Valeria Ortuño Martínez，1998年5月27日—）是一名墨西哥女子田径运动员，主攻竞走。她最初练习赛跑，然而在2013年，她受前奥运竞走选手Ignacio Zamudio的邀请，开始师从Zamudio改练竞走，一年后，她便在南京青奥获得女子5公里竞走银牌，她与Zamudio的师徒关系持续至2019年，这之后，她开始师从José Juan Sánchez教练。